# Chandler Kinney
Chandler Kinney es una actriz y cantante estadounidense. Es conocida por su papel de Willa en la franquicia ZOMBIES de Disney y de Tabby Haworthe en Pretty Little Liars.

## Primeros años y educación
Kinney nació el 3 de agosto de 2000 en Sacramento, California. Comenzó a bailar cuando tenía tres años y está formada en claqué, jazz y hip-hop. Estudió danza en la Academia de Danza Debbie Allen. Comenzó a actuar a los nueve años. También tiene cinturón negro en artes marciales.
Kinney y su madre fundaron la organización Chandler's Friends, que ayuda a jóvenes desfavorecidos. Recibió educación en casa y se tomó un año sabático antes de estudiar en la UCLA.

## Carrera
A lo largo de su temprana carrera actoral, tuvo papeles como invitada en los programas de Disney Channel Girl Meets World y KC Undercover, y en el programa de Nickelodeon The Haunted Hathaways. Su primer papel importante fue el de Catherine Dillman en Gortimer Gibbon's Life on Normal Street. Luego pasó a interpretar a Riana Murtaugh en Arma Letal. En 2020, se unió a la franquicia ZOMBIES como Willa, una mujer lobo que aparece por primera vez en Zombies 2.
En julio de 2021, se anunció que Kinney protagonizaría Pretty Little Liars, un spin-off de Pretty Little Liars de 2022. Se anunció que interpretaría a Tabby, una aspirante a directora y aficionada a las películas de terror.
El 4 de septiembre de 2024, Kinney fue anunciado como concursante de la temporada 33 de Dancing with the Stars. Está asociada con el bailarín profesional Brandon Armstrong.

## Filmografía

### Cine
| Año  | Título                                 | Papel         | Notas                                   |
| ---- | -------------------------------------- | ------------- | --------------------------------------- |
| 2012 | Battlefield America                    | Chantel       |                                         |
| 2013 | Company Town                           | Ally McKinley | Película para televisión                |
| 2020 | Zombies 2                              | Willa         | Película para televisión                |
| 2022 | Zombies 3                              | Willa         | Película para televisión                |
| 2025 | Zombies 4: El amanecer de los vampiros | Willa         | Película para televisión                |
| TBA  | Hidden Secrets 4: Back in Time         | Mariah        | Película para televisión, en producción |

### Cortometrajes
| Año           | Título                                 | Papel | Notas      |
| ------------- | -------------------------------------- | ----- | ---------- |
| 2020          | Zombies 2: Wolf Tales                  | Willa | Rol de voz |
| 2020          | Addison's Moonstone Mystery            | Willa | Rol de voz |
| 2021          | ZOMBIES: Addison's Monster Mystery     | Willa | Rol de voz |
| 2023          | Zombies: The Re-Animated Series Shorts | Willa | Rol de voz |
| 2024-presente | ZOMBIES: La serie re-animada           | Willa | Rol de voz |

### Televisión
| Año       | Título                                                                | Role                                           | Notas                                         |
| --------- | --------------------------------------------------------------------- | ---------------------------------------------- | --------------------------------------------- |
| 2013      | American Horror Story                                                 | Julia mayor                                    | Episodio: "La locura termina"                 |
| 2013      | 90210                                                                 | Olivia                                         | Episodio: "No puedes ganarlo todo"            |
| 2014      | The Haunted Hathaways                                                 | Mirabel                                        | 6 episodios                                   |
| 2014–2016 | Gortimer Gibbon's Life on Normal Street                               | Catalina Dillman                               | Papel principal                               |
| 2015      | Girl Meets World                                                      | Vanessa                                        | Episodio: "Girl Meets Texas: Parte 2"         |
| 2016–2019 | Arma letal                                                            | Riana Murtaugh                                 | Papel principal                               |
| 2017      | K.C. Undercover                                                       | Mónica                                         | 2 episodios                                   |
| 2021      | El fantasma y Molly McGee                                             | Tammy Myers (voz)                              | Episodio: "Harriet aullando/La (anti)natural" |
| 2022      | Robot Chicken                                                         | Buttercup, MJ, mujer que adopta animales (voz) | Episodio: "Puede causar un revuelo"           |
| 2022-2024 | Pretty Little Liars: Original Sin; Pretty Little Liars: Summer School | Tabitha "Tabby" Haworthe                       | Papel principal                               |
| 2024      | Dancing with the Stars                                                | Ella misma                                     | Concursante de la temporada 33                |